# Karl Borsch
Pour les articles homonymes, voir Borsch.
Karl Borsch, né le 1er août 1959 à Krefeld (Rhénanie-du-Nord-Westphalie, Allemagne) est un prélat catholique allemand, évêque auxiliaire d'Aix-la-Chapelle depuis 2003.

## Biographie
Après avoir obtenu son diplôme au Gymnasium Thomaeum de Kempen, Karl Borsch étudie de 1979 à 1985 le droit à Bonn.
Par la suite, il étudie, jusqu'en 1990, la théologie catholique à la Faculté de philosophie et de théologie de Sankt Georgen et à l'Université de Fribourg. Le 1er décembre 1991, il est ordonné diacre.
Le 26 septembre 1992, il est ordonné prêtre à Aix-la-Chapelle. Par la suite, il travaille jusqu'en septembre 1996 comme chapelain d'Hückelhoven.
En octobre 1996, il est nommé chapelain et secrétaire particulier de Mgr Heinrich Mussinghoff. Le 16 novembre 1996, il est nommé curé. D'octobre 2002 à mars 2004, il sert comme directeur du Collegium Paulinum de Bonn.
Le 21 novembre 2003, il est nommé évêque titulaire de Crepedula (de) et évêque auxiliaire d'Aix-la-Chapelle par le pape Jean-Paul II. Il reçoit sa consécration épiscopale de Mgr Heinrich Mussinghoff le 17 janvier 2004 en la cathédrale d'Aix. Ses co-consécrateurs sont Mgrs Gerd Dicke (de) et Karl Reger. Le jour de son ordination épiscopale, il est également nommé chanoine du chapitre de la cathédrale d'Aix-la-Chapelle. Le 8 décembre 2015, il est nommé administrateur apostolique d'Aix-la-Chapelle par le pape François en raison de la démission de Mgr Mussinghoff.
Au sein de la Conférence épiscopale allemande, Karl Borsch est membre du conseil d'administration pour la formation des prêtres et, depuis le 1er juillet 2006, vicaire épiscopal chargé des instituts et des sociétés de vie apostolique religieuses et laïques du diocèse.